# T.H.E. (The Hardest Ever)
T.H.E. (The Hardest Ever) ist ein Song des US-amerikanischen Musikers will.i.am unter Mitwirkung von Jennifer Lopez und Mick Jagger. Er erschien bei Interscope Records.

## Hintergrund
Der Song wurde am 20. November 2011 auf iTunes veröffentlicht, nachdem er bei den American Music Awards vorgestellt wurde, und erschien am 3. Januar 2012 in Deutschland. Die Produzenten sind Audiobot, Dallas Austin, Kenny Oliver und will.i.am. Es wird oft Auto-Tune verwendet, was typisch für will.i.am ist.

## Musikvideo
Das Musikvideo zum Song, gedreht in Los Angeles und London, wurde von Rich Lee gedreht, der bereits bei The Time (Dirty Bit) als Regisseur mitgewirkt hatte.
Im Video wird dargestellt, wie will.i.am immer größere, futuristische Fahrzeuge verwendet, um schneller voranzukommen. Angefangen von einem Fahrrad, über ein Motorrad, ein Auto, einer Eisenbahn, einen Düsenjäger bis zu einer Rakete. Er wird dabei von verschiedenen Gegenständen behindert, von Jennifer Lopez hingegen angespornt, bis er zum Himmel und damit zu Mick Jagger kommt. Dabei wiederholt sie immer: „You can go hard or you can go home.“ Das heißt: „Entweder wirst du hart oder du kannst nach Hause gehen.“, was sich auf will.i.ams Umstieg auf Soloprojekte beziehen soll.

## Kommerzieller Erfolg

### Chartplatzierungen
| ChartsChartplatzierungen       | Höchstplatzierung | Wochen |
| ------------------------------ | ----------------- | ------ |
| Österreich (Ö3)                | 19 (3 Wo.)        | 3      |
| Schweiz (IFPI)                 | 41 (2 Wo.)        | 2      |
| Vereinigte Staaten (Billboard) | 36 (8 Wo.)        | 8      |
| Vereinigtes Königreich (OCC)   | 3 (15 Wo.)        | 15     |

### Auszeichnungen für Musikverkäufe
| Land/Region                  | Auszeichnungen für Musikverkäufe (Land/Region, Auszeichnung, Verkäufe) | Verkäufe |
| ---------------------------- | ---------------------------------------------------------------------- | -------- |
| Vereinigtes Königreich (BPI) | Silber                                                                 | 200.000  |
| Insgesamt                    | 1× Silber ·                                                            | 200.000  |

Hauptartikel: Will.i.am/Auszeichnungen für Musikverkäufe